# インサートカット
インサートカットとは、映像編集の際の編集方法のひとつ。インタビュー映像の編集などではたいへん多用される編集方法である。

## 編集のプロセス

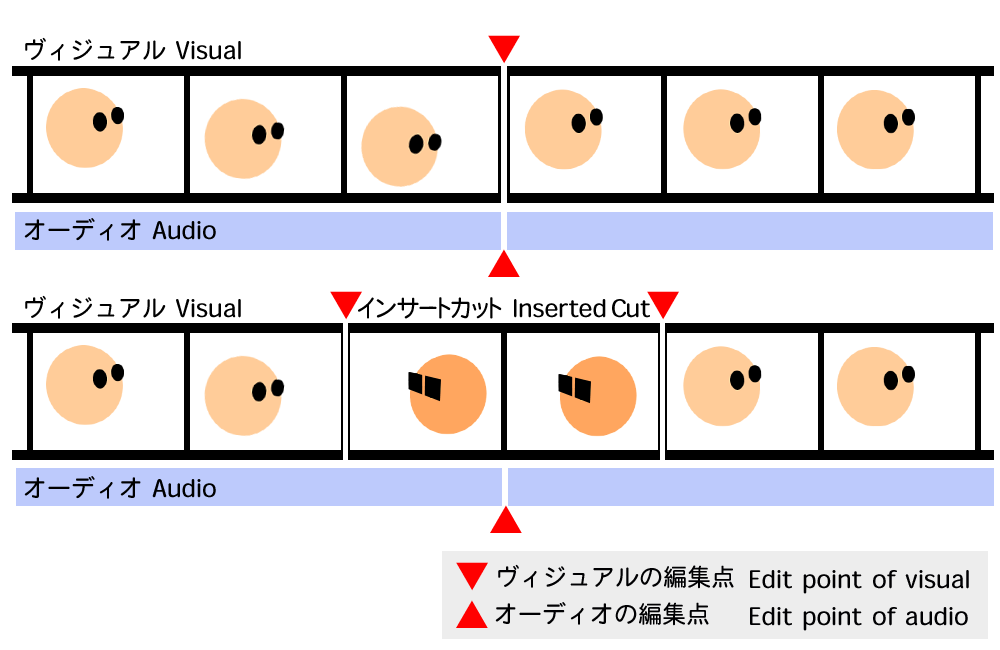
インサートカット

映像と音がまとめて収録されているビデオ映像を編集する場合、もっとも基本的なカット編集では、映像と音声が同時に切り替わる（図示：上）。しかしながら、たとえばインタビューなどで無駄な部分を切り取って編集をすると、その部分で映像が瞬間的に飛んで見えることから、「編集したことがバレる」「（絵柄によっては）不自然に見える」といった問題が生じる（ジャンプカット）。
業務用のビデオレコーダ（一部高級民生品も）、編集システムでは、一旦作製した画像や音声をそれぞれ単独で任意に差し換える（映像や音声をインサートする、と呼ぶ）機能がある。
視聴者に「編集したことを気づかれないようにする」「不自然に見えてしまうことを避ける」ために、この機能を用いて、通常のカット編集をした部分にさらに別の映像をかぶせることがある。このかぶせた映像、あるいはそういった編集方法のことを「インサートカット」と呼ぶ。

## インサートカットとして使われるもの
インサートカットに使われるものにはさまざまなものがある。たとえばインタビューの場合には「聞き手（インタビュアー）の顔」が使われることが多い。識者コメントなどの場合には、そのコメント内容を説明する映像も多用される。
通例それらのインサートカット用の映像は、撮影時に「インサートカット用」として撮影される。たとえばインタビューの場合には聞き手のうなづきなど、識者の自宅でコメントを収録する場合にはその識者の書斎の風景や愛用の小物類などを、インサートカット用に別撮りしておくことが多い。
インサートカット用の映像を撮り落とした場合や適切な説明映像がない場合には、適当な資料映像などを無理やり使う場合もある。

## 利点と問題点
インサートカットが使われた場合、一般的には見栄えがよくなり、その意味での映像の質は向上する。
しかし「実際に話者がどのようなことを喋ったのか」という資料的価値は激減する。はなはだしい場合には、長時間の録画をした上でそれを編集してつなぎあわせて「話者が意図しなかった内容のコメント」を捏造し、その捏造を隠すためにインサートカットを使うことも可能であり、それが問題化したケースもある。
映像は、写真などと同様に「事実を伝えているもの」という強いイメージがあるが、実際にはそうとは限らない。インサートカットに隠された部分でどのように音が編集されているかはわからないということに注意する必要がある。